# Форли
Форли́ (итал. Forlì, эмил.-ром. Furlé) — город в итальянском регионе Эмилия-Романья, на древней Эмилиевой дороге, в 19 км от адриатического порта Червиа. Административный центр провинции Форли-Чезена.

## История
Поселения в районе населённого пункта существовали уже в период палеолита. По легенде, город с названием Forum Livii («форум Ливия») был основан консулом Гаем Ливием Салинатором в 188 году до н. э. С веками это название было сокращено до «Форли».
Считается исторически первым городом-республикой, создавшим коммуну и получившим самоуправление в 889 году. В противостоянии гибеллинов с гвельфами выступал на стороне Гогенштауфенов, о чём напоминает имперский орёл на гербе города. Жители Форли оказали Фридриху II неоценимую помощь в захвате Фаэнцы и в трудную минуту дали приют верному императорской власти полководцу Гвидо I да Монтефельтро.
В конце XIII века Форли прошёл через руки нескольких кондотьеров, пока в 1302 г. город и его окрестности не вошли во владения семьи Орделаффи. В результате конфликтов со Святым престолом закончились тем, что Сикст IV передал Форли в управление своему племяннику Джироламо Риарио, который во время бунта горожан был умерщвлён. На Риарио работал знаменитый местный художник Мелоццо.
После нескольких бурных десятилетий, когда городом владели Висконти (1488—1499), Чезаре Борджиа (с 1499) и вновь Орделаффи (1503—1504), Форли на три с половиной столетия вошёл в состав Папской области и потерял былое политическое значение.
Покровителями коммуны почитаются Пресвятая Богородица (Madonna del Fuoco), празднование 4 февраля, святой Валериан из Форли и святой Меркуриалий из Форли.

## Достопримечательности
Центральная площадь Форли носит имя Аурелио Саффи — известного деятеля Рисорджименто. Посреди площади поставлен ему памятник, за ним — аббатство Сан-Меркуриале в средневековом ломбардском стиле с 75-метровой кампанилой, некогда самой высокой в Италии. Там же находится городская ратуша. В средневековой доминиканской церкви помещается музей. О временах Орделаффи напоминает средневековая крепость — цитадель Равальдино.

## Города-побратимы
Форли состоит в дружеских взаимоотношениях со следующими городами-побратимами:
| Город       | Страна         | Дата | Ссылка |
| ----------- | -------------- | ---- | ------ |
| Авейру      | Португалия     | 1990 |        |
| Калининград | Россия         |      |        |
| Бурж        | Франция        |      |        |
| Питерборо   | Великобритания |      |        |

## В массовой культуре
- В компьютерной игре Assassin's Creed II Форли является игровой локацией (действие игры разворачивается в конце XV века)[2]. В игре Форли представлен довольно мрачным местом. Игрок может посетить несколько достопримечательностей города, таких, как аббатство Сан-Меркуриале (на кампанилу этого монастыря можно залезть и осмотреть окрестности Форли), а также крепость Катерины Сфорца — Рокка-ди-Равальдино, а в одной из миссий и побывать внутри неприступной крепости.
- В сериале «Борджиа» (Канада—Венгрия—Ирландия; 2011—2013), Форли — родина Микелетто и крепость Катерины Сфорца.